# Heksehare
Heksehare er en heks som har forvandlet sig til en hare. Folk i gamle dag, troede nemlig at hekse havde besiddet evner til at trylle sig til en hare. 
Grunden til man troede det var at, man ofte så mange harer der rendte rundt på græsmarkerne tæt ved gårdene. Når det så blev vinter gik harene ind i haverne hos bønderne og begynde at spise kålen fra gårdenes køkkenhaver. Disse nærgående hare var man også lidt bange for, da det var almindeligt at man kunne genkende om en af harene var en heks der havde forvandlet sig, ved at kikke om den havde tre ben og var pjusket. 
Derudover troede man, at man ikke skyde harene med almindelig hagl, så man måtte bruge sølvknapper, og at det var bedst hvis det var arvesølvet. Hvis bonden så skød en hare, og sårede den, og at der samtidig var en gammel kone et andet sted der brækkede benet som gjorde det blev halt, var hun en heks i hareskikkelse som der var blevet ramt, og derfor var benet blevet halt.